# Otto Scherzer (Physiker)
Otto Scherzer (* 9. März 1909 in Passau; † 15. November 1982 in Darmstadt) war ein deutscher theoretischer Physiker.

## Leben

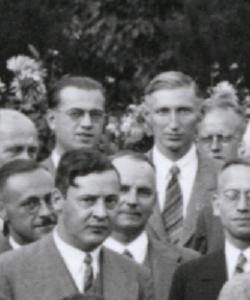
Oben Rudolf Hilsch und Otto Scherzer, vorn Erich Hückel, 1935 in Stuttgart

Otto Scherzer wurde 1909 als Sohn des Oberpostmeisters Konrad Scherzer und seiner Ehefrau Josephine geb. Fischer in Passau geboren. Von 1915 bis 1919 besuchte er die Volksschule in Passau, anschließend die Oberrealschule Passau und Oberrealschule Kempten, wo er 1927 das Abitur machte. Scherzer studierte ab Herbst 1927 Physik an der TH München und ab Herbst 1929 für vier Semester an der Ludwig-Maximilians-Universität (LMU) in München. An der LMU war Arnold Sommerfeld sein Doktorvater; er promovierte dort am 16. Dezember 1931 mit Summa cum laude. Seine Dissertation beschäftigte sich mit der Quantentheorie der Bremsstrahlung. Von Dezember 1930 bis März 1932 war er Hilfskraft am Institut für Theoretische Physik. Vom 1. April 1932 bis 31. Dezember 1935 war Scherzer am AEG-Forschungsinstitut Assistent Carl Ramsauers. Dort beschäftigte er sich mit Elektronenoptik. Er schloss seine Habilitation im November 1934 ab und wurde Privatdozent und Assistent Sommerfelds an der LMU

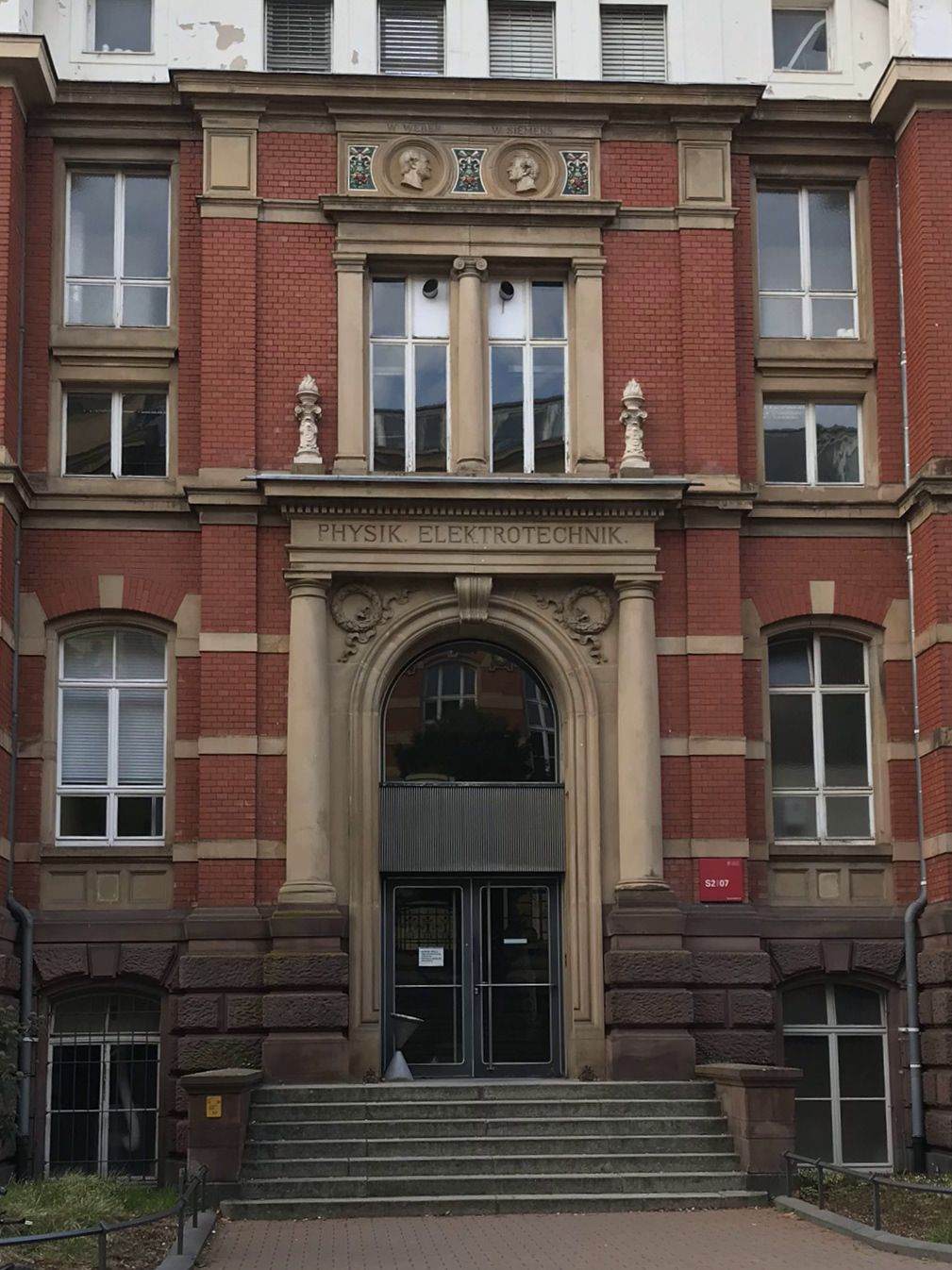
Portal Physik Elektrotechnik der Technischen Hochschule in Darmstadt

Im Sommersemester 1935 ging Scherzer an die TH Darmstadt und vertrat dort die Professur für theoretische Physik, die bis zu seiner Vertreibung von Hans Baerwald besetzt war. Dort wurde er am 30. April 1936 ordentlicher Professor und Leiter des Instituts für Theoretische Physik.
In einer 1936 veröffentlichten Arbeit bewies Scherzer, dass die Abbildungsfehler einer rotationssymmetrischen statischen und raumladungsfreien  Linse für Elektronenstrahlen nicht wie bei optischen Linsen durch das richtige Design der Linse eliminiert werden können. Dieses Theorem wurde unter dem Namen Scherzer-Theorem bekannt. 1947 veröffentlichte Otto Scherzer einen weiteren Beitrag dazu, in der er verschiedene Möglichkeiten der Korrektur von elektronenoptischen Linsen vorstellte. Scherzers Arbeiten lieferten wichtige Grundlagen zur Entwicklung von Elektronenmikroskopen.
Scherzer wurde am 1. Oktober 1933 Mitglied der SA. Nach Aufhebung des Mitgliederstopps trat er am 1. Mai 1937 auch der NSDAP bei. Zudem war er auch Mitglied des Nationalsozialistischen Deutschen Dozentenbundes (NSDDB).
Vom 5. September 1939 bis Ende April 1945 arbeitete Scherzer am Radar beim Nachrichtenmittel-Versuchskommando der Kriegsmarine. Sein letzter Dienstrang war Marine Oberbaurat der Reserve. In einem Briefwechsel mit Sommerfeld vom 2. Dezember 1944 berichtete er von Kriegsschäden in Darmstadt und beschrieb seine Arbeit am Radar. Vom 1. Juli 1944 bis 30. April 1945 war Scherzer Chef des Arbeitsbereichs Funkmesstechnik im Reichsforschungsrat, der die Grundlagen- und angewandte Forschung zentral im Reichserziehungsministerium plante.
Am 1. Mai 1945 geriet Scherzer in US-amerikanische Gefangenschaft, die bis zum 30. April 1946 andauerte. Da er als Professor seit Oktober 1945 entlassen war und zunächst diese Funktion nicht wieder antreten konnte, arbeitete er von August 1946 bis April 1947 als wissenschaftlicher Berater bei den Süddeutschen Laboratorien in Mosbach. Dieses Institut, das von seinem Freund Ernst Brüche geleitet wurde, arbeitete an der Entwicklung und Herstellung von Elektronenmikroskopen. Anschließend ging er an das Nachrichtenmittel-Laboratorium der amerikanischen Armee in Fort Monmouth, New Jersey.
Otto Scherzer wurde in einem ersten Entnazifizierungsverfahren von der Spruchkammer Darmstadt im Oktober 1946 als "Mitläufer" eingestuft und mit einer Geldsühne von 1.500 Reichsmark belegt. Gegen diese Einstufung ging er vor und wurde in einem zweiten Verfahren von der Spruchkammer Frankfurt im Juni 1947 als entlastet eingestuft. Danach konnte seine Wiedereinstellung als Professor erfolgen, so dass er mit Wirkung vom 1. Januar 1949 als außerordentlicher Professor für Theoretische Physik an die TH Darmstadt berufen wurde. Im Zusammenhang mit einem Ruf nach Köln im Jahre 1952, wurde die Stelle zum 1. Oktober 1954 in eine ordentliche Professor umgewidmet. Scherzer gründete die Gesellschaft für Schwerionenforschung in den 1960er Jahren mit. Scherzer leitete an der TH Darmstadt die Gruppe Elektronenoptik im Institut für Angewandte Physik. Ziel der elektronenoptischen Versuche war der Bau und die Erprobung eines sphärisch und chromatisch korrigierten Elektronenmikroskops, das die Abbildung der Atome in Moleküle und Kristallen gestattet. (Scherzer 1977, S. 185)
Otto Scherzer wurde zum 31. März 1977 entpflichtet. Die Professorenstelle wurde an der TH Darmstadt nicht nachbesetzt. Seine Arbeiten wurden jedoch von seinem Schüler Harald Rose erfolgreich weitergeführt.
Scherzer war seit Februar 1934 mit Elisabeth Sindel verheiratet. Aus der Ehe sind vier Töchter hervorgegangen.

## Auszeichnungen
- 1983: Microscopy Society of America: Distinguished Scientist Award, Physical Sciences[15]

## Schriften
- mit E. Brüche: Geometrische Elektronenoptik: Grundlagen und Anwendungen. Springer, 1934.
- Über einige Fehler von Elektronenlinsen. In: Zeitschrift für Physik. Volume 101, Nummer 9–10, 1936, S. 593–603.
- Sphärische und chromatische Korrektur von Elektronenlinsen. In: Optik 2. 1947, S. 114–132.
- The Theoretical Resolution Limit of the Electron Microscope. In: Journal of Applied Physics. Volume 20, Issue 1, 1948, S. 20–29.
- Eine anschauliche Ableitung der Lorentz-Transformation. In: Physik. Bl. 4 (1948), S. 53–56.
- Anschauliches zum Zwillings-Paradoxon. In: Physik. Bl. 16 (1960), S. 149–153.
- Physik im totalitären Staat. In: Andreas Flitner (Hg.), Deutsches Geistesleben im Nationalsozialismus, Tübingen 1965, S. 47–58.
- Proceedings ICEM-9. Volume 3, 1978, S. 123–129.